# La nueva ola
La nueva ola es un nombre no oficial con el que fue conocido el cine mexicano que continuó luego de la finalización de la Época de Oro, en un periodo de tiempo que abarcó de 1957 a 1975, este mencionado siendo su último año con el comienzo del cine de ficheras.
Las producciones cinematográficas de estos años mostraron grandes cambios a lo anteriormente visto, ya que comenzaron a tocarse temas que para décadas anteriores eran tabúes. Además de esto, debutaron nuevos actores y actrices jóvenes, que con el tiempo lograron consagrarse en la actuación.

## Historia
Luego del fin de la Época de Oro en 1956, los últimos años de los cincuenta empezaron a mostrar cambios en cuanto al contenido de películas que se producían por los temas que se tocaban. Algunos de los títulos notorios que expusieron temas más libremente a finales de los cincuenta fueron: 
- Pablo y Carolina (1957), en la que se mostró el tema de la homosexualidad de forma similar a como se hizo en la cinta Yo soy muy macho de 1953.[3]
- La Diana cazadora (1957), donde la actriz Ana Luisa Peluffo apareció por tercera vez desnuda, luego de enfrentar un escándalo al haberlo hecho por primera vez en la película La fuerza del deseo (1955).[4][5] Este hecho, aunque pareciera no tan notable, revolucionó la industria del cine y ayudó parcialmente a transformar a la sociedad mexicana en cuanto a mostrar desnudez, pues la actriz Amanda del Llano siguió su ejemplo y se desnudo para el filme El seductor (1955), en la que Peluffo también intervino e hizo lo mismo. De la misma manera que su compañera de reparto, Del Llano igualmente enfrentó una controversia por haberse desnudado para la cinta, pero a diferencia de Ana Luisa, su carrera jamás volvió a recuperarse; haberse quitado la ropa en pantalla provocó que empezara a recibir muy pocas propuestas de trabajo en el cine, lo que al final le resultó el ser rebajada a papeles secundarios cuando previo a dicha película ya había obtenido personajes protagónicos en sus apariciones filmográficas. La actriz nunca logró restablecer la posición que alguna vez llegó a tener, ya que su fallecimiento se produjo el 24 de junio de 1964, muriendo durante el transcurso y apogeo de la nueva ola.[6]
- Miércoles de Ceniza (1958), historia que cuenta la vida de una prostituta, que toma esta vocación luego de haber sido violada por un sacerdote católico. Este filme rompió los códigos de censura en el cine mexicano de los años cuarenta y cincuenta, mismos que eran regidos en gran parte por la iglesia católica.[7]

En este periodo del cine se introdujeron las películas de luchadores, un nuevo género cinematográfico de México que obtuvo gran reconocimiento. Estas películas eran actuadas por luchadores profesionales mexicanos populares de la época, como El Santo, Blue Demon, y Mil Máscaras. Dichas cintas, especialmente las protagonizadas por El Santo, han llegado a ser consideradas como películas de culto.
El cine fantástico también logró cobertura en este tiempo con cintas como Santa Claus (1959), La caperucita roja (1960), y El gato con botas (1961), y además, el cine de terror mexicano se revitalizó con títulos como El vampiro (1957), El espejo de la bruja (1962), Hasta el viento tiene miedo (1968), y El libro de piedra (1969).
Durante esta etapa, México logró conseguir que por primera uno de sus proyectos fuera nominado a un Premio Óscar; lo anterior fue gracias a Macario de 1960, una película dirigida por Roberto Gavaldón y protagonizada por Ignacio López Tarso y Pina Pellicer, la cual fue nominada a un Óscar en 1961 como parte de la categoría a Mejor Película en Lengua Extranjera. La misma hazaña se repitió un año después, en 1962, gracias a la cinta Ánimas Trujano dirigida por Ismael Rodríguez y protagonizada por Toshiro Mifune, Columba Domínguez, y Flor Silvestre; dicha producción logró su nominación en la misma categoría.